# Heilige Geestkerk (Flensburg)
De Heilige Geestkerk (Deens: Helligåndskirken; Duits: Heiliggeistkirche) is een kerkgebouw in de Noord-Duitse stad Flensburg (Sleeswijk-Holstein). Sinds 1588 worden er Deenstalige erediensten gevierd. De aan de Große Straße gelegen kerk is de hoofdkerk van de vijf Deense kerkgemeenten in Flensburg.

## Geschiedenis
De tweeschepige gotische hallenkerk werd gewijd aan de Heilige Geest. Het betreft een in 1386 gebouwde kerk van een aangrenzend hospitaal voor hulpbehoevenden. In het kader van de reformatie werden de werkzaamheden van het hospitaal samen met die van andere geestelijke stichtingen verplaatst naar het toenmalige Franciscaanse Sint-Catharinaklooster aan de zuidelijke stadsrand. Voor het kerkgebouw dreigde toen verval en afbraak, maar er werd een goede oplossing gevonden. De kerk werd als filiaalkerk bij de Mariakerk gevoegd en zou in de toekomst dienen voor Deenstalige erediensten. Sinds de reformatie was het Duits als kerktaal ingevoerd, een taal die toen niet door alle bewoners van Flensburg werd beheerst.
Het kerkgebouw werd in de jaren 1971-1973 gerestaureerd en kreeg bij deze gelegenheid een nieuw orgel.

## Bezienswaardigheden
- Bezienswaardig zijn de middeleeuwse fresco's boven de pijlers tussen de beide beuken.
- Het barokke altaar dateert uit 1719.
- De kerk bezit enkele votiefschepen van de oorlogsschepen Tordenskjold en Dania.

De renaissance kansel werd in het begin van de 20e eeuw uit de kerk gehaald en verplaatst naar de nieuwe Duitse Sint-Joriskerk in het stadsdeel Jürgensby aan de overkant van de haven.

## Orgel
Het orgel met 19 registers verdeeld over twee manualen en pedaal werd in 1975 door de firma Peter Bruhn & Søn gebouwd. De dispositie luidt als volgt:
| I Hoofdwerk C–g3 |            |     |
| 1.               | Gedekt     | 16' |
| 2.               | Principal  | 8'  |
| 3.               | Roerfluit  | 8'  |
| 4.               | Octaaf     | 4'  |
| 5.               | Octaaf     | 2'  |
| 6.               | Cornet III |     |
| 7.               | Mixtuur IV |     |

| II Zwelwerk C–g3 |            |      |
| 8.               | Gemshoorn  | 8'   |
| 9.               | Salicet    | 4'   |
| 10.              | Dwarsfluit | 2'   |
| 11.              | Larigot    | 1/3' |
| 12.              | Piccolo    | 1'   |
| 13.              | Trompet    | 8'   |
| 14.              | Vox Humana | 8'   |

| Pedaal C–f1 |           |     |
| 15.         | Subbas    | 16' |
| 16.         | Principal | 8'  |
| 17.         | Quintatøn | 4'  |
| 18.         | Octaaf    | 2'  |
| 19.         | Fagot     | 16' |

- Koppels: II/I, I/P, II/P

## Afbeeldingen

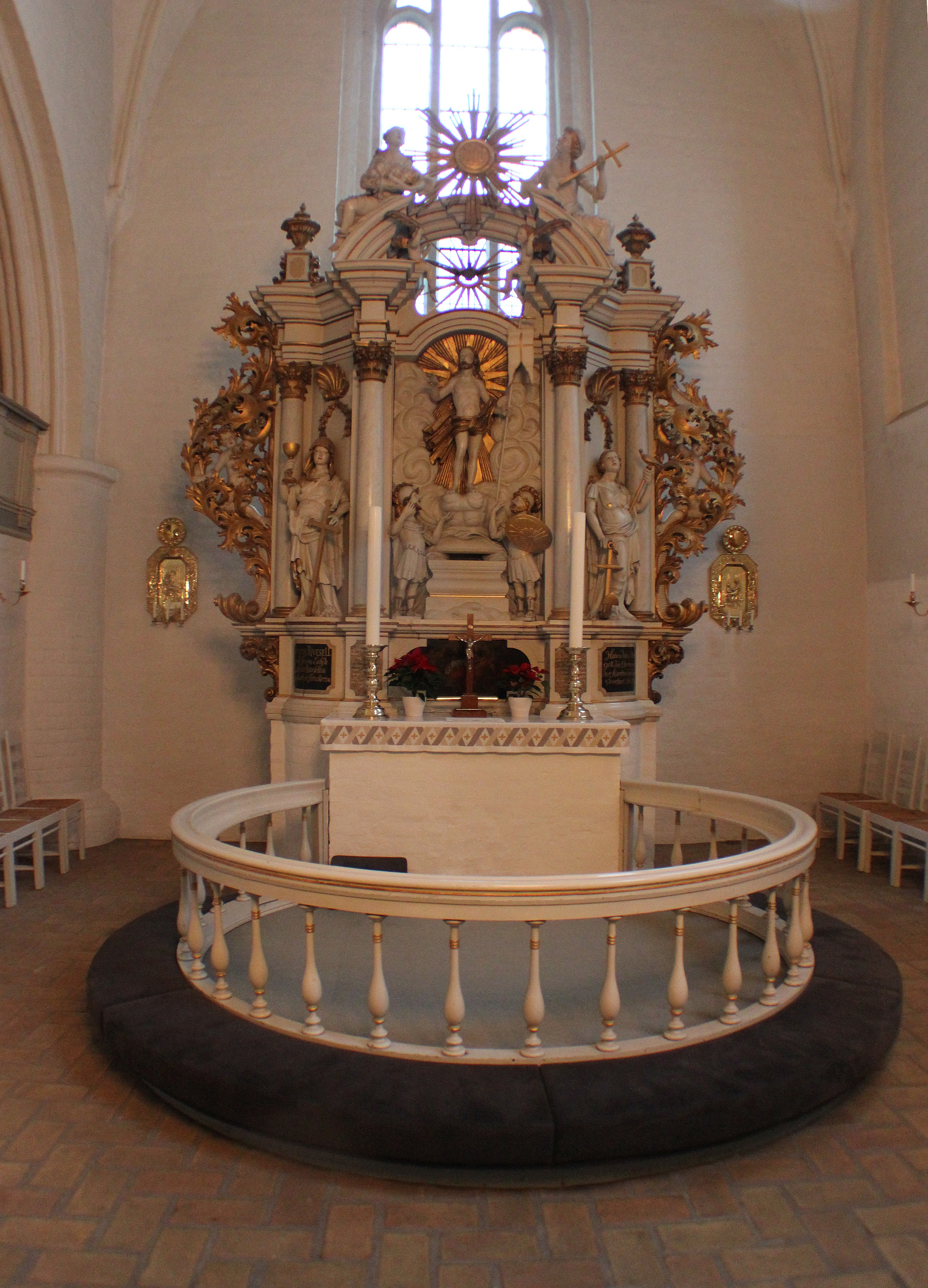
Altaar
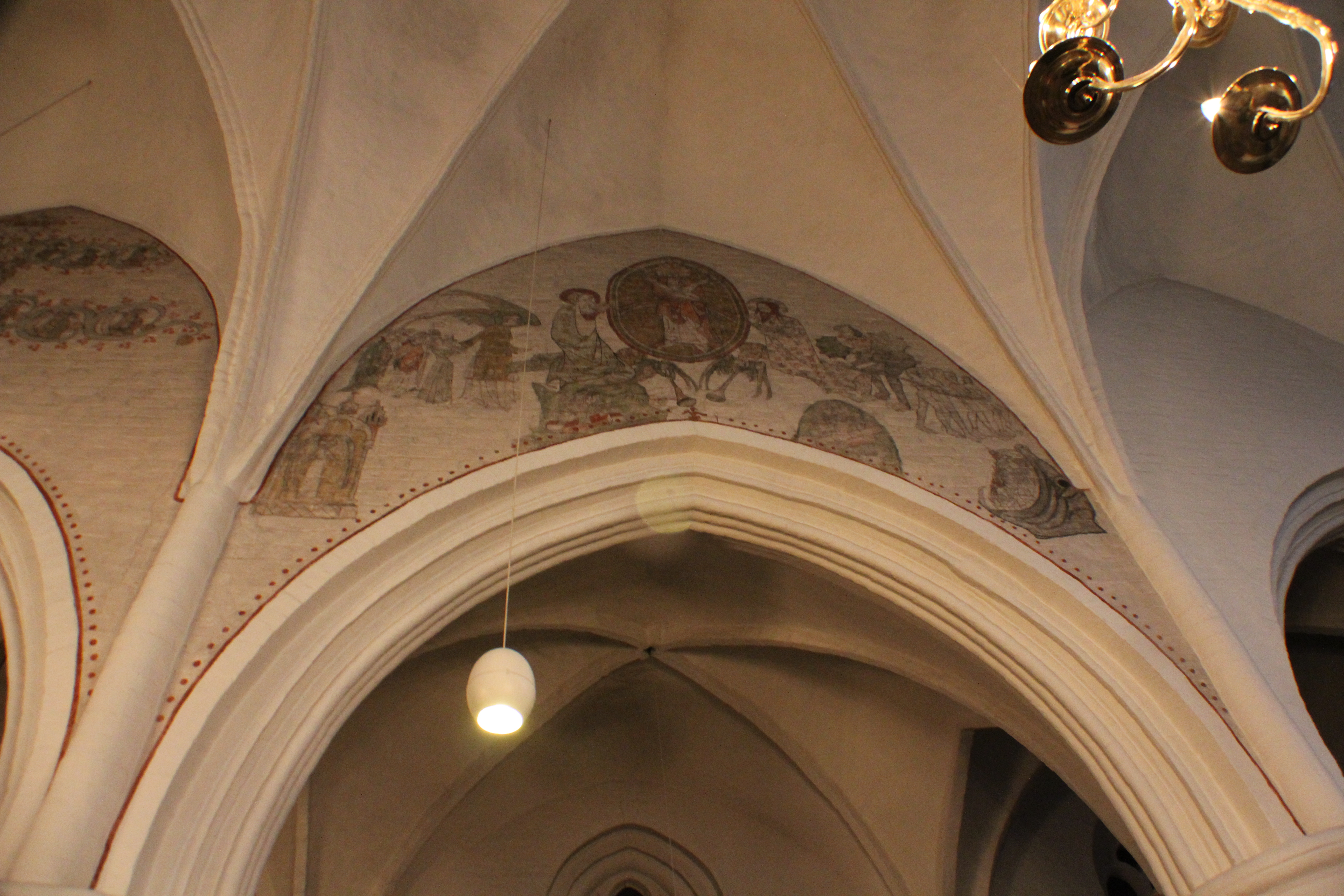
Fresco's
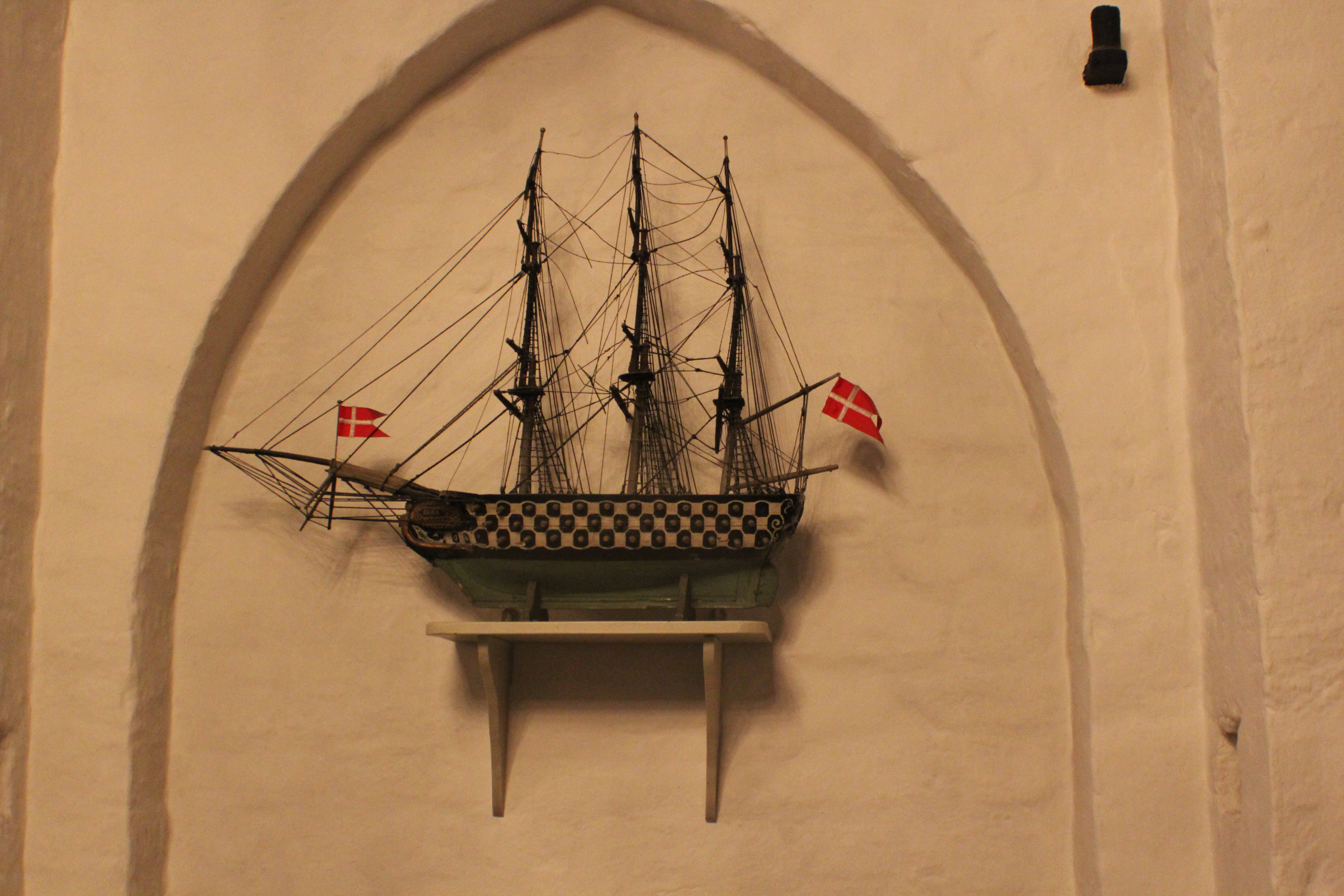
Votiefschip
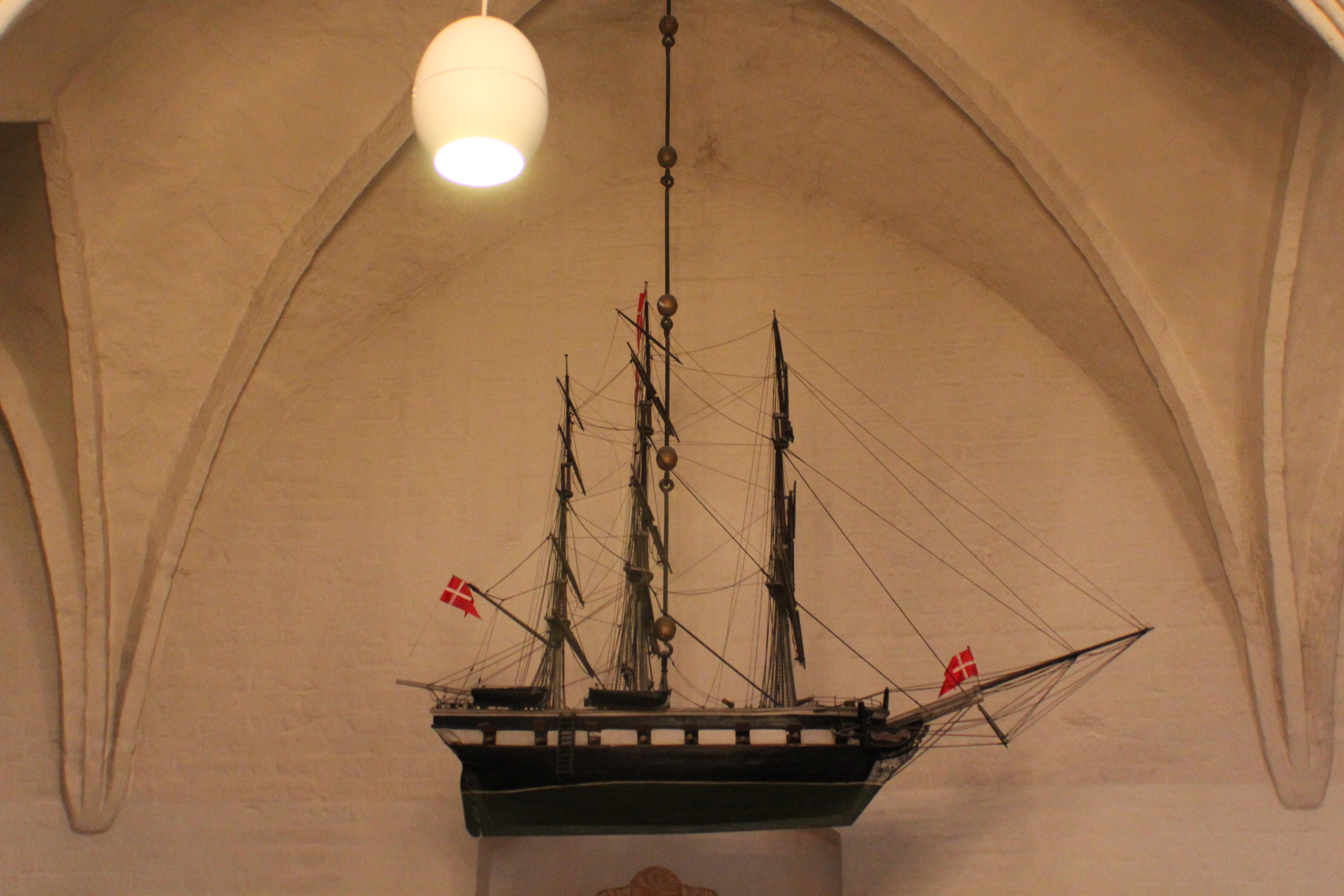
Votiefschip